# Cedar Bluff (Virginia)
Cedar Bluff es una localidad del Condado de Tazewell, Virginia, Estados Unidos. Según el censo de 2000 tenía una población de 1.085 habitantes y una densidad de población de 182.9 hab/km².

## Demografía
Según el censo de 2000, había 1.085 personas, 475 hogares y 312 familias residiendo en la localidad. La densidad de población era de 182,9 hab./km². Había 535 viviendas con una densidad media de 90,2 viviendas/km². El 98,99% de los habitantes eran blancos, el 0,18% amerindios, el 0,09% asiáticos, el 0,37% de otras razas y el 0,37% pertenecía a dos o más razas. El 0,55% de la población eran hispanos o latinos de cualquier raza.
Según el censo, de los 475 hogares en el 29,1% había menores de 18 años, el 48,2% pertenecía a parejas casadas, el 13,1% tenía a una mujer como cabeza de familia y el 34,3% no eran familias. El 32,0% de los hogares estaba compuesto por un único individuo y el 13,9% pertenecía a alguien mayor de 65 años viviendo solo. El tamaño promedio de los hogares era de 2,28 personas y el de las familias de 2,84.
La población estaba distribuida en un 22,8% de habitantes menores de 18 años, un 7,3% entre 18 y 24 años, un 26,8% de 25 a 44, un 27,6% de 45 a 64 y un 15,5% de 65 años o mayores. La media de edad era 40 años. Por cada 100 mujeres había 89,4 hombres. Por cada 100 mujeres de 18 años o más, había 82,6 hombres.
Los ingresos medios por hogar en la localidad eran de 26.375 dólares ($) y los ingresos medios por familia eran 30.357 $. Los hombres tenían unos ingresos medios de 30.982 $ frente a los 20.667 $ para las mujeres. La renta per cápita para la ciudad era de 16.664 $. El 14,3% de la población y el 11,9% de las familias estaban por debajo del umbral de pobreza. El 16,4% de los menores de 18 años y el 23,7% de los habitantes de 65 años o más vivían por debajo del umbral de pobreza.

## Geografía
Según la Oficina del Censo de los Estados Unidos, la localidad tiene un área total de 5,9 km², todos ellos correspondientes a tierra firme.